# SS Galileo Galilei
El SS Galileo Galilei fue un transatlántico construido en 1963 por Cantieri Riuniti dell' Adriatico, Monfalcone, Italia, para el servicio Italia-Australia de Lloyd Triestino. En 1979 fue transformado en crucero y posteriormente navegó con los nombres de Galileo y Meridian. En 1999 se hundió en el estrecho de Malaca con el nombre de Sun Vista tras incendiarse.

## Hundimiento
El 20 de mayo de 1999, el buque sufrió un incendio en la sala de máquinas, que cortó toda la energía y provocó su hundimiento en el estrecho de Malaca el 21 de mayo de 1999 a las 01.21 horas. Los 1.090 pasajeros y la tripulación fueron evacuados sanos y salvos.